# Çuxanlı
Çuxanlı (ook Chukhanly) is een dorp in Azerbeidzjan. Het ligt in het district Qobustan en telt 757 inwoners.